# Quadricalcarifera umbrosa
Quadricalcarifera umbrosa är en fjärilsart som beskrevs av Matsumura 1927. Quadricalcarifera umbrosa ingår i släktet Quadricalcarifera och familjen tandspinnare. Inga underarter finns listade.

## Bildgalleri

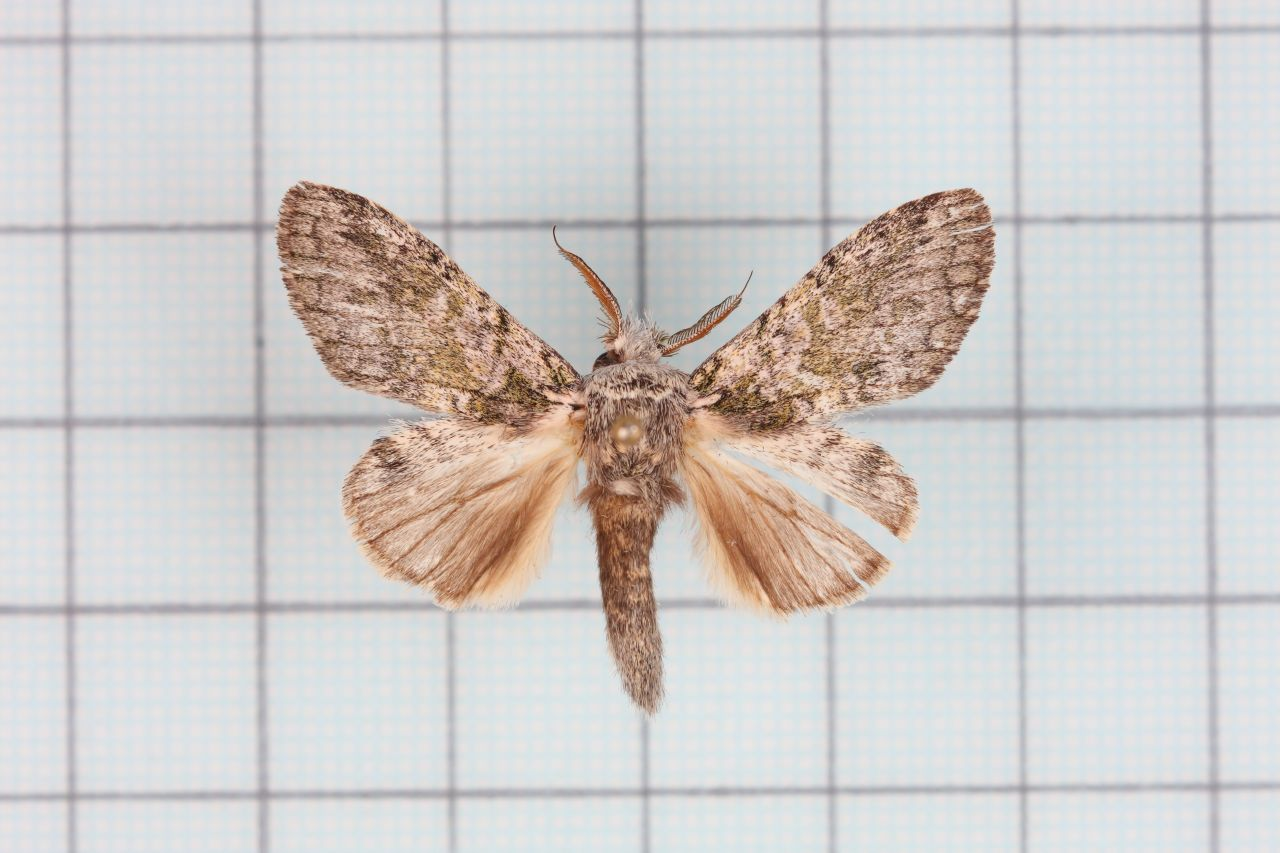
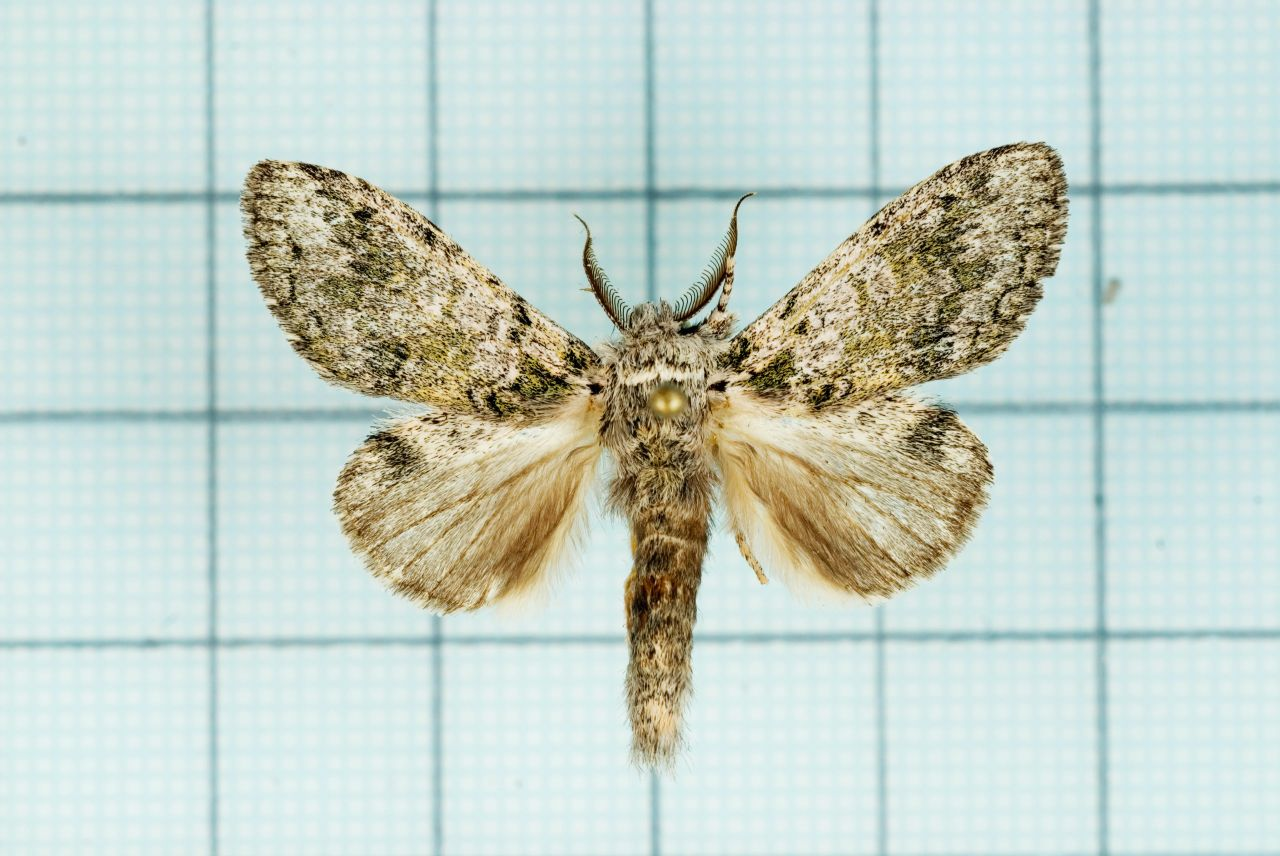